# Вестминстер (Вермонт)
Вестминстер (енгл. Westminster) град је у америчкој савезној држави Вермонт.

## Демографија
По попису из 2010. године број становника је 291, што је 15 (5,4%) становника више него 2000. године.
| Група             | 2000.        | 2010.       |
| Белци             | 276 (100,0%) | 287 (98,6%) |
| Афроамериканци    | 0 (0,0%)     | 0 (0,0%)    |
| Азијати           | 0 (0,0%)     | 1 (0,3%)    |
| Хиспаноамериканци | 0 (0,0%)     | 3 (1,0%)    |
| Укупно            | 276          | 291         |